# 使用西里尔字母的语言
以下语言现在或曾经使用西里尔字母书写。参看早期西里尔字母。

## 印欧语系
- 印度-伊朗语族
  - 印度-雅利安语支
    - 罗姆语（在塞黑和前苏联）

  - 伊朗语支
    - 库尔德语（在前苏联）
    - 奥塞梯语（自18世纪起，现代字母从1938年起）
    - 塔吉克语
    - 犹太-塔特语

- 罗曼语族
  - 罗马尼亚语（直至19世纪，以及由1940年至1989年的摩尔多瓦语言；参看摩尔多瓦语）
  - 拉迪诺语（在非官方的保加利亚Sephardic出版物中）

- 斯拉夫语族
  - 古教会斯拉夫语
  - 教会斯拉夫语
  - 白俄罗斯语
  - 保加利亚语
  - 马其顿语
  - 黑山语
  - 俄语
  - 卢森尼亚语
  - 潘诺尼亚卢森尼亚语
  - 塞尔维亚语
  - 乌克兰语

## 高加索语系
- 阿巴札语
- 阿布哈兹语
- 阿迪格语
- 阿瓦尔语
- 车臣语（自1938年起；在1991年至2000年也使用拉丁字母）
- 达尔格瓦语
- 卡巴尔达语
- 拉克语
- 莱兹金语
- 塔巴萨兰语

## 汉藏语系
- 汉语族
  - 东干语（自1953年起）
  - 塔兹语（口头语，几乎不使用）

## 楚科奇-堪察加语系
- 楚科奇语（自1936年起）
- 科里亚克语（自1936年起）

## 阿尔泰语系
- 蒙古语族
  - 布里亚特语
  - 卫拉特语（又称卡尔梅克语）
  - 喀尔喀蒙古语

- 通古斯语族
  - 鄂温克语（自1936年起）
  - 赫哲语（又称那乃语）
  - 乌德蓋语（writing recently is not used）

- 突厥语族
  - 阿尔泰语
  - 阿塞拜疆语（1939年至1991年）
  - 巴尔卡尔语
  - 巴什基尔语
  - 楚瓦什语
  - 克里米亚鞑靼语（1938年至1991年）
  - 嘎嘎乌孜语（1957年至1990年代）
  - 哈萨克语
  - 卡拉切语
  - 卡拉卡爾帕克语（1940年代至1990年代）
  - 哈卡斯语
  - 库梅克语
  - 柯尔克孜语（吉尔吉斯语）
  - 诺盖语
  - 鞑靼语（又称塔塔尔语，自1939年起；自2000年起也使用拉丁字母）
  - 土库曼语（1940年至1994年）
  - 图瓦语
  - 乌兹别克语（1941年至1998年）
  - 维吾尔语（中亚各国境内）
  - 雅库特语

## 乌拉尔语系
- 萨莫耶德语族
  - 涅涅茨语（自1937年起）
  - 塞尔库普语（since 1950s writing recently is not used）
- 芬兰-乌戈尔语族
  - 卡累利阿语（1940年至1991年）
  - 汉特语
  - 曼西语（since 1937 writing has not received distribution）
  - 科米语
    - 兹梁科米语（自17世纪起，现代字母从1930年代起）
    - 彼尔姆科米语

  - 马里语（自19世纪）
  - 莫尔多维亚语
    - 埃尔齐亚语（自18世纪起）
    - 莫克沙语（自18世纪起）

  - 基尔丁萨米语（在俄罗斯，自1980年代起）
  - 乌德穆尔特语

## 東北亞語言
- 高麗語

## 爱斯基摩-阿留申语系
- 阿留申语（在19世纪）
- Siberian Eskimo (Yuit)

## 亚非语系
- Assyrian Neo-Aramaic (Aisor)

## 其他语言
- 俄罗斯手语（uses the Cyrillic alphabet via the Russian Manual Alphabet）
- 人工语言
  - 国际辅助语言
    - 新共同语言
    - Slovio

  - 艺术语言
    - 布鲁托比亚语（唐老鸭）
    - 西爾達維亞语 (丁丁历险记)

## 参看
- 西里尔字母列表
- 西里尔字母
- 斯拉夫语族